# Lista de estátuas de Braga

## Braga (Maximinos, Sé e Cividade)
| Estátua                                      | Ano  | Localização              | coordenadas geográficas     | Escultor             | imagem |
| -------------------------------------------- | ---- | ------------------------ | --------------------------- | -------------------- | ------ |
| Estátua de Bartolomeu dos Mártires em Braga. | 2017 | Largo de São Paulo       | 41° 32′ 54″ N, 8° 25′ 37″ O |                      |        |
| Estátua de Gomes da Costa                    | 1966 | Praça Conde de Agrolongo | 41° 33′ 08″ N, 8° 25′ 42″ O | Salvador Barata Feyo |        |
| Estátua de João Peculiar                     | 2003 | Largo de São Paulo       | 41° 32′ 54″ N, 8° 25′ 37″ O | Raul Xavier          |        |
| Estátua de Santos da Cunha                   |      | Maximinos                | 41° 32′ 33″ N, 8° 25′ 54″ O |                      |        |

## Braga (São José de São Lázaro e São João do Souto)
| Estátua                                  | Ano        | Localização             | coordenadas geográficas     | Escultor             | imagem |
| ---------------------------------------- | ---------- | ----------------------- | --------------------------- | -------------------- | ------ |
| Estátua de Francisco Maria da Silva      | 1980       | São José de São Lázaro  | 41° 32′ 49″ N, 8° 25′ 16″ O | Rogério de Azevedo   |        |
| Monumento a Francisco Sanches            | 1955-03-13 | São João do Souto       | 41° 33′ 00″ N, 8° 25′ 31″ O | Salvador Barata Feyo |        |
| Statue of Daphne's metamorphosis replica |            | Museu Nogueira da Silva |                             |                      |        |

## Braga (São Vicente)
| Estátua                          | Ano        | Localização        | coordenadas geográficas     | Escultor                    | imagem |
| -------------------------------- | ---------- | ------------------ | --------------------------- | --------------------------- | ------ |
| Estátua de Dom Pedro V           | 1879       | Campo Novo (Braga) | 41° 33′ 13″ N, 8° 25′ 14″ O | José Joaquim Teixeira Lopes |        |
| Estátua de Frei João da Ascensão | 2021-10-31 |                    | 41° 33′ 14″ N, 8° 25′ 33″ O |                             |        |
| Estátua do Cónego Melo           |            |                    | 41° 33′ 29″ N, 8° 24′ 55″ O |                             |        |
| Estátua do Papa João XXI         |            |                    | 41° 33′ 18″ N, 8° 25′ 15″ O |                             |        |

## Braga (São Vítor)
| Estátua            | Ano  | Localização               | coordenadas geográficas     | Escultor    | imagem |
| ------------------ | ---- | ------------------------- | --------------------------- | ----------- | ------ |
| Estátua de Pio XII | 1957 | Largo da Senhora-a-Branca | 41° 33′ 07″ N, 8° 25′ 01″ O | Raul Xavier |        |

## Espinho
| Estátua                            | Ano        | Localização                                        | coordenadas geográficas     | Escultor    | imagem |
| ---------------------------------- | ---------- | -------------------------------------------------- | --------------------------- | ----------- | ------ |
| Estátua de Afonso Liguori          | 1960-08-28 | Santuário de Nossa Senhora da Conceição do Sameiro |                             | Raul Xavier |        |
| Estátua de Bernardo de Clairvaux   | 1960-05-29 | Santuário de Nossa Senhora da Conceição do Sameiro |                             | Raul Xavier |        |
| Estátua de João Paulo II           | 1984       | Santuário de Nossa Senhora da Conceição do Sameiro | 41° 32′ 30″ N, 8° 22′ 22″ O |             |        |
| Estátua de Pio IX                  | 1954       | Santuário de Nossa Senhora da Conceição do Sameiro | 41° 32′ 35″ N, 8° 22′ 11″ O | Raul Xavier |        |
| Estátua de Santo António de Lisboa | 1959-12-08 | Santuário de Nossa Senhora da Conceição do Sameiro |                             | Raul Xavier |        |
| Estátua de São Cirilo              | 1959-08-30 | Santuário de Nossa Senhora da Conceição do Sameiro |                             | Raul Xavier |        |

## Gualtar
| Estátua  | Ano | Localização           | coordenadas geográficas | Escultor       | imagem |
| -------- | --- | --------------------- | ----------------------- | -------------- | ------ |
| Prometeu |     | Universidade do Minho |                         | José Rodrigues |        |

## Nogueiró e Tenões
| Estátua                  | Ano  | Localização                     | coordenadas geográficas     | Escultor | imagem |
| ------------------------ | ---- | ------------------------------- | --------------------------- | -------- | ------ |
| Estátua de Nicodemus     |      | Adro do Bom Jesus               | 41° 33′ 18″ N, 8° 22′ 39″ O |          |        |
| Estátua de São Longuinho | 1819 | Santuário do Bom Jesus do Monte | 41° 33′ 17″ N, 8° 22′ 41″ O |          |        |